# Lord Kitchener (calypso)
Pour les articles homonymes, voir Kitchener (homonymie).
Aldwyn Roberts (18 avril 1922 – 11 février 2000), plus connu sous le nom de Lord Kitchener, est un chanteur trinidadien, considéré comme l'un des plus grands chanteurs de calypso de l'histoire.